# Herrarnas 400 meter frisim vid världsmästerskapen i kortbanesimning 2022
Herrarnas 400 meter frisim vid världsmästerskapen i kortbanesimning 2022 avgjordes den 15 december 2022 i Melbourne Sports and Aquatic Centre i Melbourne i Australien.
Guldet togs av amerikanska Kieran Smith efter ett lopp på 3 minuter och 34,38 sekunder, vilket blev ett nytt amerikanskt rekord. Silvret togs av australiska Thomas Neill och bronset togs av litauiska Danas Rapšys.

## Rekord
Inför tävlingens start fanns följande världs- och mästerskapsrekord:
|                   | Namn          | Nation    | Tid     | Ort               | Datum            |
| ----------------- | ------------- | --------- | ------- | ----------------- | ---------------- |
| Världsrekord      | Yannick Agnel | Frankrike | 3.32,25 | Angers, Frankrike | 15 november 2012 |
| Mästerskapsrekord | Danas Rapšys  | Litauen   | 3.34,01 | Hangzhou, Kina    | 11 december 2018 |

## Resultat

### Försöksheat
Försöksheaten startade klockan 12:25.
| Placering | Heat | Bana | Namn                | Nationalitet                | Tid           | Noteringar    |
| --------- | ---- | ---- | ------------------- | --------------------------- | ------------- | ------------- |
| 1         | 5    | 4    | Kieran Smith        | USA                         | 3.36,91       | 0Q0           |
| 2         | 5    | 3    | Matteo Ciampi       | Italien                     | 3.37,73       | 0Q0           |
| 3         | 4    | 2    | Katsuhiro Matsumoto | Japan                       | 3.37,96       | 0Q0           |
| 4         | 4    | 3    | Mack Horton         | Australien                  | 3.38,09       | 0Q0           |
| 5         | 4    | 6    | Thomas Neill        | Australien                  | 3.38,23       | 0Q0           |
| 6         | 4    | 5    | Antonio Djakovic    | Schweiz                     | 3.38,57       | 0Q0           |
| 7         | 4    | 4    | Danas Rapšys        | Litauen                     | 3.38,71       | 0Q0           |
| 8         | 5    | 6    | Jake Magahey        | USA                         | 3.38,74       | 0Q0           |
| 9         | 3    | 6    | Kim Woo-min         | Sydkorea                    | 3.38,86       |               |
| 10        | 5    | 1    | Tom Dean            | Storbritannien              | 3.39,79       |               |
| 11        | 5    | 7    | Logan Fontaine      | Frankrike                   | 3.39,84       |               |
| 12        | 5    | 5    | Matthew Sates       | Sydafrika                   | 3.41,05       |               |
| 13        | 3    | 4    | Breno Correia       | Brasilien                   | 3.41,89       |               |
| 14        | 4    | 7    | Shogo Takeda        | Japan                       | 3.42,16       |               |
| 15        | 3    | 1    | Daniel Jervis       | Storbritannien              | 3.42,85       |               |
| 16        | 2    | 3    | Luis Domínguez      | Spanien                     | 3.43,18       |               |
| 17        | 5    | 2    | Luc Kroon           | Nederländerna               | 3.44,76       |               |
| 18        | 3    | 3    | Joaquín Vargas      | Peru                        | 3.45,66       |               |
| 19        | 2    | 6    | Yordan Yanchev      | Bulgarien                   | 3.45,70       |               |
| 20        | 3    | 2    | Louis Clark         | Nya Zeeland                 | 3.46,19       |               |
| 21        | 1    | 4    | Mert Kılavuz        | Turkiet                     | 3.46,32       |               |
| 22        | 2    | 5    | Santiago Corredor   | Colombia                    | 3.47,60       |               |
| 23        | 3    | 8    | Lucas Alba          | Argentina                   | 3.48,47       |               |
| 24        | 2    | 2    | Jakub Poliačik      | Slovakien                   | 3.49,93       |               |
| 25        | 2    | 4    | Cheuk Ming Ho       | Hongkong                    | 3.49,94       |               |
| 26        | 2    | 8    | Wesley Roberts      | Cooköarna                   | 3.50,03       |               |
| 27        | 1    | 7    | Max Mannes          | Luxemburg                   | 3.50,63       |               |
| 28        | 1    | 6    | Luke Thompson       | Bahamas                     | 3.56,22       |               |
| 29        | 1    | 3    | Mark Ducaj          | Albanien                    | 3.56,41       |               |
| 30        | 2    | 1    | Pavel Alovatki      | Moldavien                   | 3.56,60       |               |
| 31        | 3    | 7    | David Popovici      | Rumänien                    | 3.58,48       |               |
| 32        | 1    | 5    | Dylan Cachia        | Malta                       | 4.05,61       |               |
| 33        | 1    | 2    | Ivan Hart           | Suspended Member Federation | 4.08,64       |               |
| 34        | 1    | 1    | Israel Poppe        | Guam                        | 4.17,65       |               |
| 35        | 2    | 7    | Victor Johansson    | Sverige                     | Startade inte | Startade inte |
| 35        | 3    | 5    | Jon Jøntvedt        | Norge                       | Startade inte | Startade inte |
| 35        | 4    | 1    | Roman Fuchs         | Frankrike                   | Startade inte | Startade inte |
| 35        | 4    | 8    | Fei Liwei           | Kina                        | Startade inte | Startade inte |
| 35        | 5    | 8    | Marwan Elkamash     | Egypten                     | Startade inte | Startade inte |

### Final
Finalen startade klockan 21:31.
| Placering | Bana | Namn                | Nationalitet | Tid     | Noteringar |
| --------- | ---- | ------------------- | ------------ | ------- | ---------- |
| 1         | 4    | Kieran Smith        | USA          | 3.34,38 | 0AR0       |
| 2         | 2    | Thomas Neill        | Australien   | 3.35,05 |            |
| 3         | 1    | Danas Rapšys        | Litauen      | 3.36,26 |            |
| 4         | 3    | Katsuhiro Matsumoto | Japan        | 3.36,87 | 0NR0       |
| 5         | 7    | Antonio Djakovic    | Schweiz      | 3.37,86 |            |
| 6         | 6    | Mack Horton         | Australien   | 3.37,94 |            |
| 7         | 8    | Jake Magahey        | USA          | 3.38,12 |            |
| 8         | 5    | Matteo Ciampi       | Italien      | 3.38,98 |            |